# 李岷
李岷（1956年5月—），山西稷山人。男，汉族。1971年12月参加工作，1982年3月加入中国共产党。贵州财经学院财政专业毕业。
1971年12月至1978年11月，在贵州化肥厂当工人。1978年11月至1982年8月，在贵州财经学院财政金融系财政专业学习。1982年8月至1987年5月，先后任贵州省财政厅文教行政财务处干部、办事员、副主任科员。1987年5月至1992年1月，任贵州省财政厅文教行政财务处副处长。1992年1月至1996年9月，任贵州省财政厅文教事业财务处处长。1996年9月至1998年12月，任贵州省财政厅省级机关财务处处长。1998年12月至2001年9月，任贵州省财政厅党组成员、机关党委书记。2001年9月至2007年3月，任贵州省财政厅副厅长、党组成员(其间：2003年9月至2005年7月，在中央财经大学财政学专业研究生课程进修班学习)。2007年3月，任贵州省财政厅厅长、党组书记。2016年1月，当选贵州省人大常委会副主任。2016年3月，卸任贵州省财政厅厅长职务，由晏婉萍接任。
2008年，当选第十一届全国人民代表大会贵州地区代表。2013年，当选第十二届全国人民代表大会贵州地区代表。